# Świerkosz (nazwisko)
Świerkosz (liczba mnoga: Świerkoszowie) – polskie nazwisko. Według bazy PESEL 15 lutego 2018 nazwisko to nosiło 415 Polek i 431 Polaków.

## Etymologia
Nazwisko pochodzi od słowa świerk lub od świerkać (ćwierkać).

## Demografia
15 lutego 2018 w poszczególnych województwach nazwisko Świerkosz nosiła następująca liczba osób:
- województwo małopolskie – 406
- województwo śląskie – 223
- województwo lubelskie – 41
- województwo dolnośląskie – 36
- województwo zachodniopomorskie – 36
- województwo pomorskie – 23
- województwo mazowieckie – 22
- województwo opolskie – 17
- województwo podkarpackie – 17
- województwo wielkopolskie – 11
- województwo lubuskie – 6
- województwo łódzkie – 5
- województwo świętokrzyskie 3

Na początku lat 90. XX wieku w Polsce mieszkało 858 osób o tym nazwisku. Liczba według województw: bielskie – 340, katowickie – 159, krakowskie – 140, lubelskie – 41, tarnowskie – 27, szczecińskie – 21, wrocławskie – 19, warszawskie – 14, gdańskie – 12, opolskie – 12, nowosądeckie – 9, bydgoskie – 8, słupskie – 8, wałbrzyskie – 7, zielonogórskie – 7, konińskie – 5, koszalińskie – 5, poznańskie – 4, częstochowskie – 3, kieleckie – 3, konińskie – 3, łódzkie – 3, rzeszowskie – 3, zamojskie – 3, radomskie – 1, suwalskie – 1. W 2017 roku mieszkało w Polsce około 898 osób o nazwisku Świerkosz, najwięcej w Suchej Beskidzkiej (253) i Krakowie (56).

## Znani przedstawiciele
- Alfred Świerkosz – dziennikarz i autor książek.
- Barbara Grzybowska-Świerkosz – chemiczka, profesor doktor habilitowany.
- Jan Świerkosz – działacz i polityk komunistyczny.
- Krzysztof Świerkosz – poeta.
- Monika Świerkosz – doktor habilitowany nauk humanistycznych w zakresie literaturoznawstwa.
- Piotr Świerkosz – piłkarz Wisły Kraków.